# Valea Stânii, Argeș
Valea Stânii este un sat în comuna Țițești din județul Argeș, Muntenia, România.